# Vicia
- Commons
- Wikispecies

Vicia é um género botânico pertencente à família Fabaceae que inclui um importante conjunto de plantas cultivadas de grande interesse económico como as favas e diversas leguminosas forrageiras, entre as quais as ervilhacas. O género inclui cerca de 140 espécies de fanerógamas nativas de Europa, Ásia e  África.

## Descrição
Uma espécie, Vicia faba, a fava, é cultivada para consumo humano, enquanto um conjunto de outras espécies, entre as quais Vicia sativa, Vicia ervilia, Vicia articulata e  Vicia narbonensis são cultivadas como forragem, para sideração (adubo verde) e como produtoras de grãos leguminosos para alimentação animal. Vicia villosa, Vicia benghalensis e Vicia pannonica são cultivadas para forragem e como adubo verde. Outras espécies são apreciadas flores selvagens, utilizadas em jardinagem e paisagismo.
Algumas espécies deste género foram identificadas como fonte de proteínas invulgares, como lectinas capazes de se desdobrem em açúcares específicos.
A espécie Vicia ervilia, conhecida como ervilha-de-pombo ou marroiço, foi uma das primeiras plantas que se conhece terem sido domesticadas no Médio Oriente, onde continua a ser cultivada.
As espécies de Vicia são alimento de larvas de algumas espécies de Lepidoptera como Chionodes lugubrella, Phlogophora meticulosa, Gymnoscelis rufifasciata, Axylia putris e Eupithecia centaureata. Existem também registo de espécies de Vicia servirem de hospedeiro exclusivo a pelo menos duas espécies do género Coleophora, a Coleophora cracella e a Coleophora fuscicornis (esta última espécie come exclusivamente Vicia tetrasperma).
Certas espécies de ervilhacas são excelente alimento quando consumidas por animais ruminantes, mas quando ingeridas por animais monogásticos, incluindo humanos, são nocivas devido à presença de uma toxina. Apesar disso, as sementes de Vicia sativa, que quando partidas se parecem a lentilhas (Lens culinaris), têm sido deliberada e fraudulentamente misturadas com lentilhas e vendidas para consumo humano no Bangladesh, Paquistão e Egipto.

## Espécies

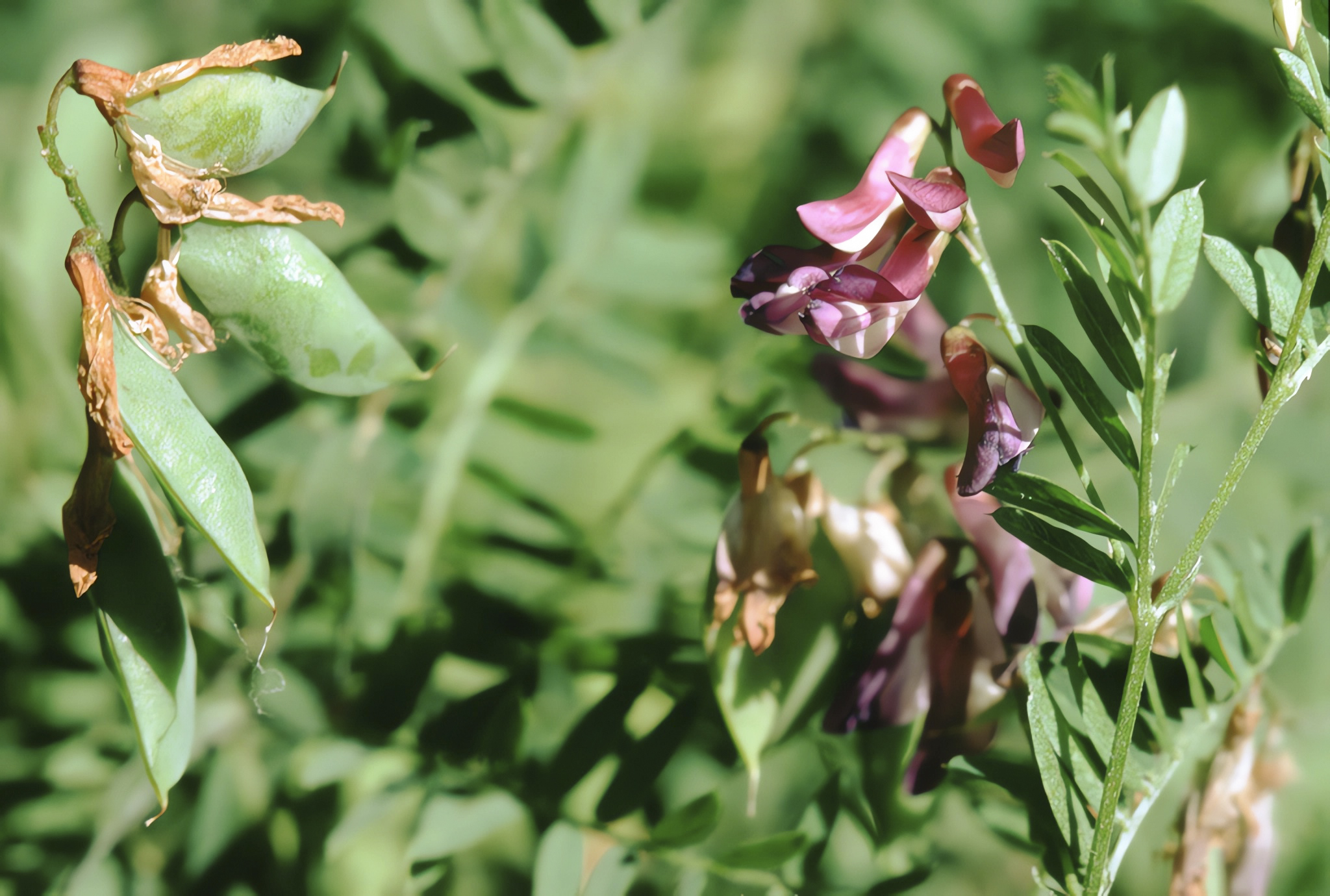
Kashubian (Danzig) Vetch (Vicia cassubica)

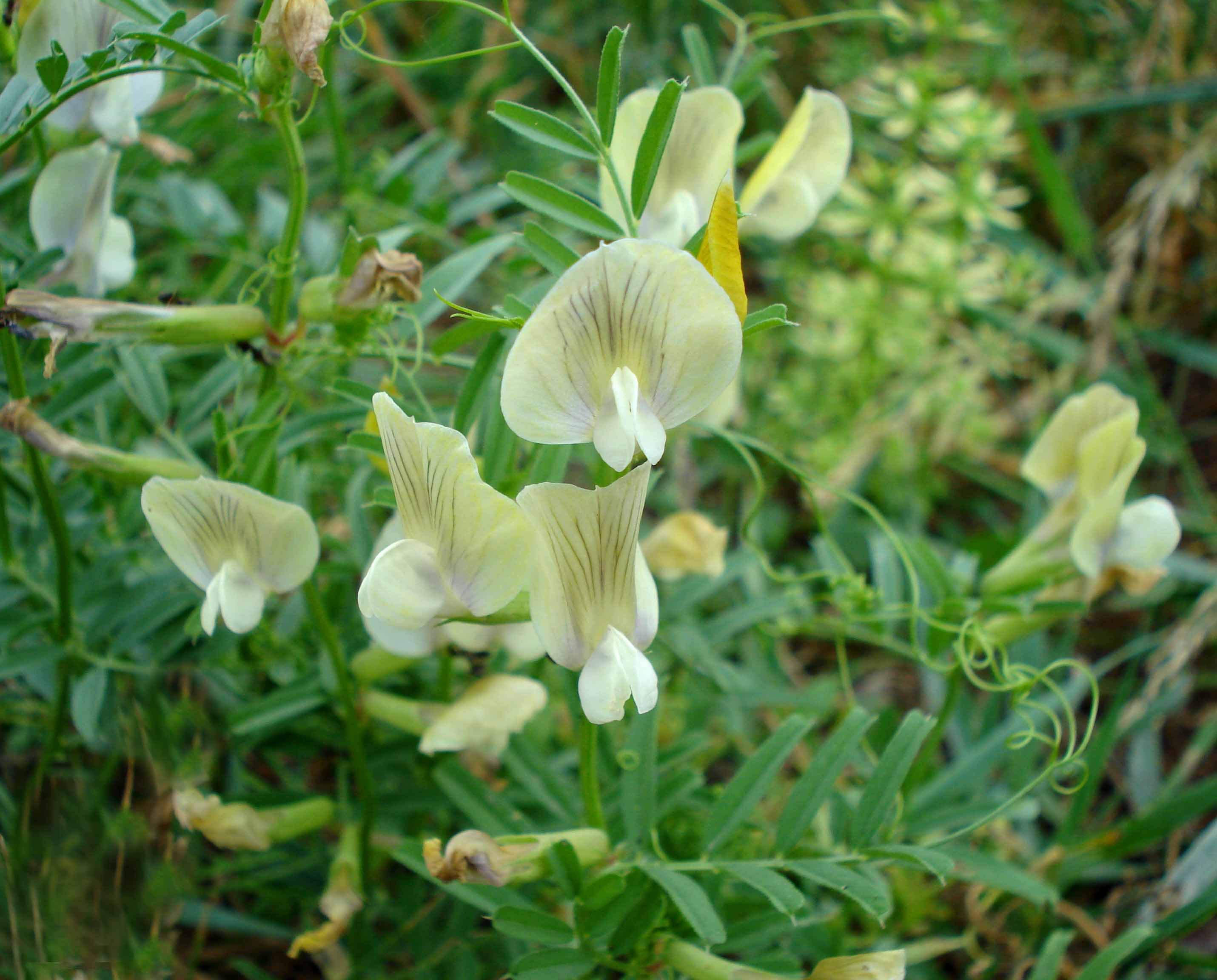
Vicia grandiflora

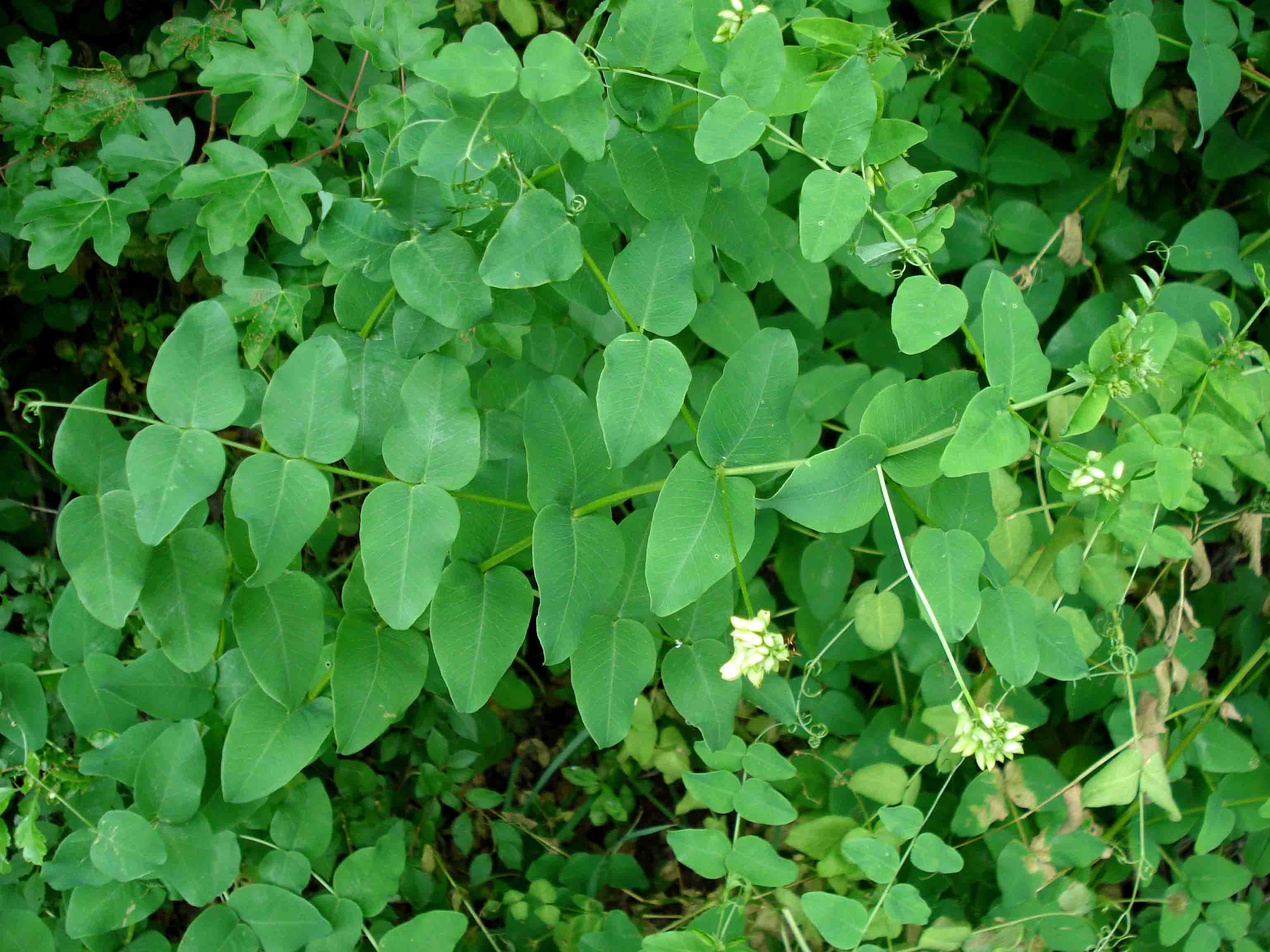
Pea-flowered Vetch (Vicia pisiformis)

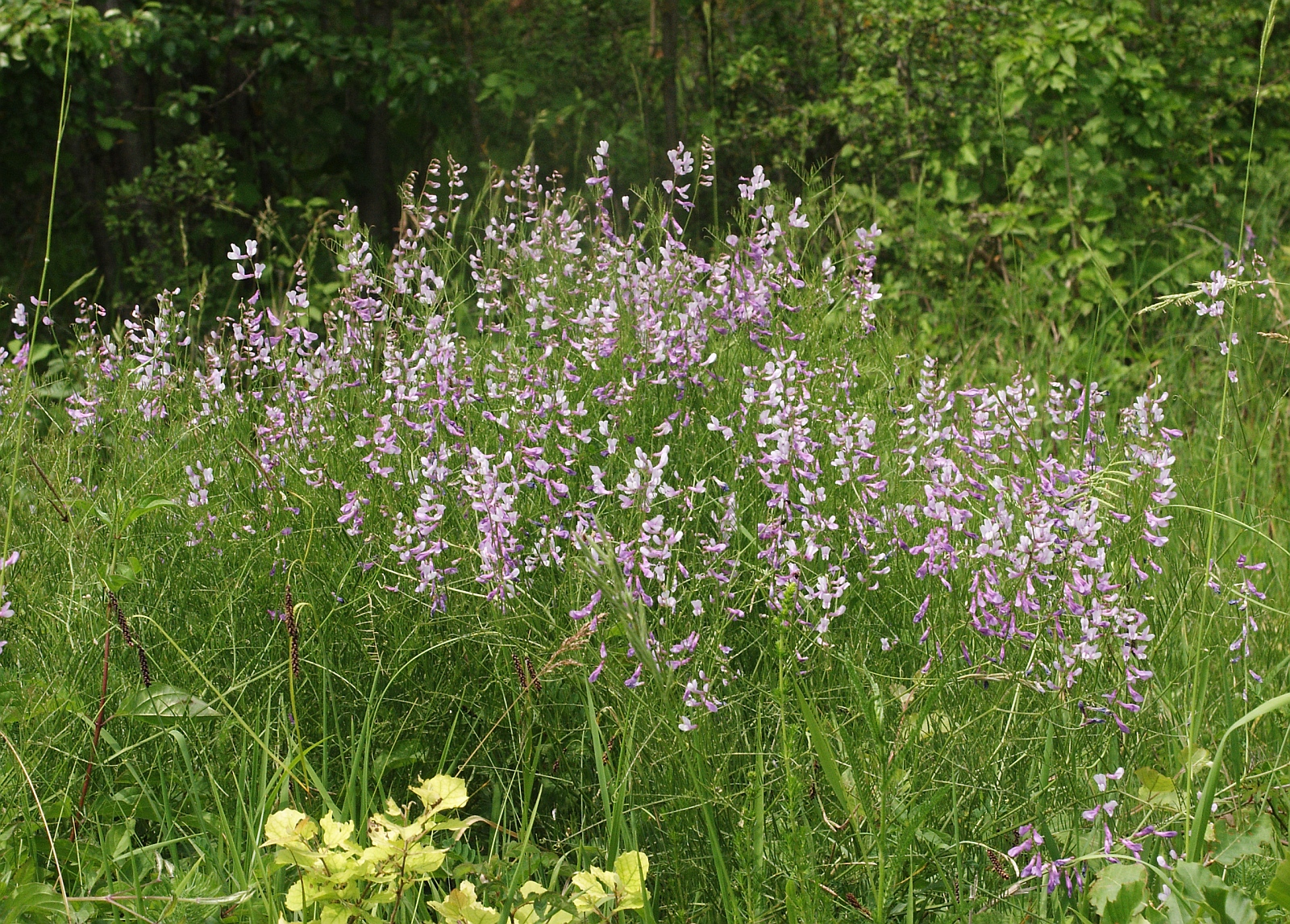
Vicia tenuifolia ssp. dalmatica

| - Vicia americana – - Vicia amurensis Oett. (= V. japonica sensu auct non A.Gray) - Vicia articulata Hornem. – - Vicia bakeri Ali (= V. sylvatica Benth.) - Vicia basaltica Plitmann - Vicia benghalensis L. - Vicia biennis L. - Vicia bithynica (L.) L. – - Vicia canescens Labill. - Vicia cappadocica Boiss. & Balansa - Vicia caroliniana Walter – - Vicia cassubica L. – - Vicia cracca – - Vicia cuspidata Boiss. - Vicia cypria Unger & Kotschy - Vicia disperma DC. (= V. parviflora Loisel.) - Vicia dumetorum L. - Vicia ervilia – Bitter Vetch - Vicia esdraelonensis Warb. & Eig - Vicia faba – - Vicia galeata Boiss. - Vicia galilaea Plitmann & Zohary - Vicia gigantea Bunge - Vicia graminea Sm. - Vicia grandiflora Scop. (= V. kitaibeliana) - Vicia hirsuta – Hairy Tare - Vicia hololasia Woronow - Vicia hulensis Plitmann - Vicia hybrida L. - Vicia japonica A.Gray - Vicia lathyroides – - Vicia lilacina Ledeb. - Vicia linearifolia Hook. & Arn. (= V. parviflora Hook. & Arn.) | - Vicia loiseleurii (M.Bieb.) Litv. (= V. pubescens sensu auct. fl. Cauc.) - Vicia lutea – Yellow Vetch - Vicia menziesii Spreng. – Hawaiian Vetch - Vicia monantha Retz. – - Vicia narbonensis L. – - Vicia nigricans Hook. & Arn. – - Vicia nigricans ssp. gigantea (= V. gigantea Hook.) - Vicia onobrychioides L. - Vicia oroboides Wulfen - Vicia orobus DC. – - Vicia palaestina Boiss. - Vicia pannonica Crantz – - Vicia parviflora Cav. – - Vicia peregrina L. - Vicia pisiformis L. – - Vicia pubescens (DC.) Link - Vicia pyrenaica - Vicia sativa – - Vicia sepium – - Vicia sericocarpa Fenzl - Vicia serratifolia Jacq. – - Vicia sylvatica L. – - Vicia tenuifolia Roth. – - Vicia tenuifolia ssp. dalmatica (A.Kern.) Greuter (= V. dalmatica, V. tenuifolia sensu auct. non Roth.) - Vicia tetrasperma – - Vicia tsydenii Malyschev - Vicia unijuga A.Br. - Vicia villosa – |

## Classificação do gênero
| Sistema | Classificação                      | Referência               |
| ------- | ---------------------------------- | ------------------------ |
| Linné   | Classe Diadelphia, ordem Decandria | Species plantarum (1753) |